# Лакриц
Лакрѝцовите бонбони са вид сладкарско изделие от брашно, подправено с екстракт от корените на билката женско биле (Glycyrrhiza glabra), а обикновено и с анасоново масло. Лакрицовите бонбони се срещат по цял свят в различни разновидности:
- в САЩ най-разпространен е черният лакриц на ленти или тубички;
- в Нидерландия и северните страни е популярен и солен лакриц, който съдържа и нишадър;
- във Великобритания се продават лакрицови асорти.

Специфичният черен цвят на лакрица се подсилва от добавянето на въглен като оцветител. В САЩ, Великобритания и Австралия се продава и продукт, известен като „червен лакриц“, който вместо с женско биле е с есенция на ягода или череша.